# Gran Premio motociclistico di Gran Bretagna 1983
Il Gran Premio motociclistico di Gran Bretagna 1983 fu il decimo appuntamento del motomondiale 1983.
Si svolse il 31 luglio 1983 sul circuito di Silverstone e vide la vittoria di Kenny Roberts nella classe 500, di Jacques Bolle nella classe 250, di Ángel Nieto nella classe 125 e di Egbert Streuer nella classe sidecar.
In questo Gran Premio sono morti due piloti. Durante la gara della 500, Norman Brown, procedendo a passo lento per problemi tecnici, viene investito da Peter Huber. Brown muore sul colpo, mentre Huber muore più tardi in ospedale.
In questa giornata di gara sono anche stati assegnati matematicamente due titoli iridati: Carlos Lavado in classe 250 e Ángel Nieto in classe 125. Resta ancora da assegnare quello della classe regina dove la lotta è ristretta ai due piloti statunitensi Freddie Spencer e Kenny Roberts con il primo che ha, a questo punto della stagione, due punti solo di vantaggio sul secondo.

## Classe 500

### Arrivati al traguardo
| Pos | Pilota              | Moto   | Tempo     | Punti |
| --- | ------------------- | ------ | --------- | ----- |
| 1   | Kenny Roberts       | Yamaha | 42:19.070 | 15    |
| 2   | Freddie Spencer     | Honda  | +4.110    | 12    |
| 3   | Randy Mamola        | Suzuki | +4.200    | 10    |
| 4   | Eddie Lawson        | Yamaha | +8.370    | 8     |
| 5   | Marc Fontan         | Yamaha | +30.750   | 6     |
| 6   | Takazumi Katayama   | Honda  | +31.480   | 5     |
| 7   | Ron Haslam          | Honda  | +41.250   | 4     |
| 8   | Boet van Dulmen     | Suzuki | +1:13.910 | 3     |
| 9   | Barry Sheene        | Suzuki | +1:13.920 | 2     |
| 10  | Paul Lewis          | Suzuki | +1:26.650 | 1     |
| 11  | Keith Huewen        | Suzuki |           |       |
| 12  | Anton Mang          | Suzuki |           |       |
| 13  | Chris Guy           | Suzuki |           |       |
| 14  | Mark Salle          | Suzuki |           |       |
| 15  | Kevin Wrettom       | Suzuki |           |       |
| 16  | Wayne Gardner       | Honda  |           |       |
| 17  | Steve Henshaw       | Suzuki |           |       |
| 18  | Franck Gross        | Honda  |           |       |
| 19  | Alan Irwin          | Suzuki |           |       |
| 20  | Rob Punt            | Suzuki |           |       |
| 21  | Con Law             | Suzuki |           |       |
| 22  | Peter Sjöström      | Suzuki |           |       |
| 23  | Maurizio Massimiani | Honda  |           |       |
| 24  | Philippe Coulon     | Suzuki |           |       |

### Ritirati
| Pilota              | Moto   | Motivo    | Griglia |
| ------------------- | ------ | --------- | ------- |
| Jack Middelburg     | Honda  |           | 10      |
| Marco Lucchinelli   | Honda  |           | 16      |
| Sergio Pellandini   | Suzuki |           | 8       |
| Robert McElnea      | Suzuki |           | 12      |
| Steve Parrish       | Yamaha |           | 17      |
| Roger Marshall      | Honda  |           | 20      |
| Didier de Radiguès  | Honda  |           | 21      |
| Loris Reggiani      | Suzuki |           | 22      |
| John Pace           | Suzuki |           | 23      |
| Leandro Becheroni   | Suzuki |           | 24      |
| Graham Wood         | Yamaha |           | 25      |
| Norman Brown        | Suzuki | Incidente | 32      |
| Virginio Ferrari    | Cagiva |           | 27      |
| Dave Dean           | Suzuki |           | 28      |
| Gary Lingham        | Suzuki |           | 30      |
| Peter Huber         | Suzuki | Incidente | 36      |
| Wolfgang von Muralt | Suzuki |           | 38      |

### Non qualificati
| Pilota           | Moto   | Motivo | Griglia |
| ---------------- | ------ | ------ | ------- |
| Andreas Hofmann  | Suzuki |        | 42      |
| Simon Buckmaster | Suzuki |        | 43      |
| Fabio Biliotti   | Suzuki |        | 44      |
| Jon Ekerold      | Cagiva |        | 45      |
| Marco Greco      | Suzuki |        | 46      |
| Dennis Ireland   | Suzuki |        | 47      |
| Corrado Tuzii    | Honda  |        | 48      |
| Bent Slydal      | Suzuki |        | 49      |
| Steve Williams   | Yamaha |        | 50      |

## Classe 250

### Arrivati al traguardo
| Pos | Pilota                 | Moto       | Tempo     | Punti |
| --- | ---------------------- | ---------- | --------- | ----- |
| 1   | Jacques Bolle          | Pernod     | 38:22.290 | 15    |
| 2   | Thierry Espié          | Chevallier | +0.170    | 12    |
| 3   | Christian Sarron       | Yamaha     | +0.290    | 10    |
| 4   | Carlos Lavado          | Yamaha     | +0.310    | 8     |
| 5   | Martin Wimmer          | Yamaha     | +0.400    | 6     |
| 6   | Reinhold Roth          | Yamaha     | +1.620    | 5     |
| 7   | Teruo Fukuda           | Yamaha     | +1.820    | 4     |
| 8   | Thierry Rapicault      | Yamaha     | +1.820    | 3     |
| 9   | Didier de Radiguès     | Chevallier | +2.660    | 2     |
| 10  | Graeme McGregor        | Bartol     | +20.270   | 1     |
| 11  | Carlos Cardús          | Rotax      | +37.700   |       |
| 12  | Harald Eckl            | Yamaha     | +37.880   |       |
| 13  | Herbert Bessendörfer   | Yamaha     | +38.000   |       |
| 14  | Alan Carter            | Yamaha     | +38.280   |       |
| 15  | Alan North             | Yamaha     |           |       |
| 16  | Ivan Palazzese         | Yamaha     | +38.590   |       |
| 17  | Paul Tinker            | Yamaha     | +38.670   |       |
| 18  | Jean-Michel Mattioli   | Yamaha     | +39.870   |       |
| 19  | Donnie McLeod          | Yamaha     | +41.570   |       |
| 20  | Graham Young           | Waddon     | +41.570   |       |
| 21  | Jean-Louis Guignabodet | Rotax      | +43.590   |       |
| 22  | Tony Head              | Armstrong  | +58.630   |       |
| 23  | Chris Oldfield         | Armstrong  | +59.830   |       |
| 24  | Andy Watts             | EMC        | +1:21.060 |       |
| 25  | Kiyotaka Sakai         | Yamaha     | +1:34.360 |       |
| 26  | Con Law                | Ehrlich    | +1:35.280 |       |
| 27  | Bruno Lüscher          | Yamaha     | +1 giro   |       |
| 28  | Peter Looijesteijn     | Waddon     | +1 giro   |       |
| 29  | Éric Saul              | Rotax      | +1 giro   |       |
| 30  | Edwin Weibel           | Yamaha     | +1 giro   |       |

### Ritirati
| Pilota               | Moto      | Motivo | Griglia |
| -------------------- | --------- | ------ | ------- |
| Patrick Fernandez    | Yamaha    |        | 1       |
| Jeffrey Sayle        | Bartol    |        | 53      |
| Jean-Louis Tournadre | Yamaha    |        | 8       |
| Bernard Fau          | Yamaha    |        | 12      |
| Roland Freymond      | Armstrong |        | 14      |
| Steve Tonkin         | Armstrong |        | 19      |
| Tadasu Ikeda         | Yamaha    |        | 22      |
| Christian Estrosi    | Pernod    |        | 26      |
| Mar Schouten         | MBA       |        | 32      |
| René Delaby          | Armstrong |        | 40      |
| Hervé Guilleux       | Kawasaki  |        | 30      |
| Steve Williams       | Yamaha    |        | 37      |
| Svend Andersson      | Yamaha    |        | 41      |

### Non qualificati
| Pilota            | Moto   | Motivo      | Griglia |
| ----------------- | ------ | ----------- | ------- |
| Alan Labrosse     | Yamaha |             | 43      |
| Eilert Lundstedt  | Yamaha |             | 45      |
| Jean-Marc Toffolo | Rotax  |             | 46      |
| Siegfried Minich  | Rotax  |             | 47      |
| Michel Simeon     | Yamaha |             | 48      |
| Steve Wright      | Yamaha |             | 49      |
| Pete Wild         | Yamaha |             | 50      |
| Stefano Caracchi  | MBA    |             | 51      |
| Luis Miguel Reyes | Rotax  |             | 52      |
| Sito Pons         | Rotax  | Non partito | 44      |

## Classe 125
39 piloti alla partenza.

### Arrivati al traguardo
| Pos | Pilota               | Moto      | Tempo     | Punti |
| --- | -------------------- | --------- | --------- | ----- |
| 1   | Ángel Nieto          | Garelli   | 33:52.340 | 15    |
| 2   | Bruno Kneubühler     | MBA       | +0.110    | 12    |
| 3   | Hans Müller          | MBA       | +0.220    | 10    |
| 4   | Willy Pérez          | MBA       | +1.250    | 8     |
| 5   | August Auinger       | MBA       | +12.380   | 6     |
| 6   | Fausto Gresini       | MBA       | +32.830   | 5     |
| 7   | Jean-Claude Selini   | MBA       | +33.060   | 4     |
| 8   | Henk van Kessel      | MBA       | +34.350   | 3     |
| 9   | Maurizio Vitali      | MBA       | +34.530   | 2     |
| 10  | Pierluigi Aldrovandi | MBA       | +46.640   | 1     |
| 11  | Gerhard Waibel       | MBA       | +47.450   |       |
| 12  | Olivier Liegeois     | Sanvenero | +47.880   |       |
| 13  | Pier Paolo Bianchi   | Sanvenero | +47.910   |       |
| 14  | Anton Straver        | MBA       | +54.910   |       |
| 15  | Helmut Lichtenberg   | MBA       | +1:08.930 |       |
| 16  | Peter Sommer         | MBA       | +1 giro   |       |
| 17  | Robin Appleyard      | MBA       | +1 giro   |       |
| 18  | Janez Pintar         | MBA       | +1 giro   |       |
| 19  | Tony Smith           | MBA       | +1 giro   |       |
| 20  | Willem Heykoop       | Sanvenero | +1 giro   |       |
| 21  | Werner Schmied       | Sanvenero | +1 giro   |       |
| 22  | Chris Leah           | MBA       | +1 giro   |       |
| 23  | Thomas Pedersen      | MBA       | +1 giro   |       |
| 24  | Robert Hmeljak       | MBA       | +2 giri   |       |

### Ritirati
| Pilota             | Moto       | Motivo | Griglia |
| ------------------ | ---------- | ------ | ------- |
| Ricardo Tormo      | MBA        |        | 1       |
| Peter Banks        | MBA        |        | 39      |
| Paul Bordes        | MBA        |        | 22      |
| Hugo Vignetti      | MBA        |        | 23      |
| Jacky Hutteau      | MBA        |        | 24      |
| Erich Klein        | MBA        |        | 6       |
| Stefano Caracchi   | MBA        |        | 17      |
| Johnny Wickström   | MBA        |        | 14      |
| Libero Piccirillo  | MBA        |        | 9       |
| Lucio Pietroniro   | MBA        |        | 11      |
| Bill Robertson     | Morbidelli |        | 37      |
| Hans-Jürgen Hummel | MBA        |        | 38      |
| Bady Hassaine      | MBA        |        | 29      |
| David Fabian       | Sanvenero  |        | 30      |
| Boy van Erp        | MBA        |        | 35      |

## Classe sidecar
La gara dei sidecar è contraddistinta dalla lotta per la vittoria tra gli equipaggi Michel-Monchaud, Jones-Ayres e Streuer-Schnieders, con quest'ultimi che alla fine la spuntano precedendo nell'ordine i francesi e i britannici. Si piazzano quarti i leader della classifica Rolf Biland-Kurt Waltisperg, rallentati da problemi tecnici; a due GP del termine della stagione continuano comunque a condurre con 68 punti, davanti a Streuer a 52 e a Werner Schwärzel a 47.

### Arrivati al traguardo
| Pos | Pilota           | Passeggero         | Moto          | Tempo    | Punti |
| --- | ---------------- | ------------------ | ------------- | -------- | ----- |
| 1   | Egbert Streuer   | Bernard Schnieders | LCR-Yamaha    | 31'42"39 | 15    |
| 2   | Alain Michel     | Claude Monchaud    | LCR-Yamaha    | 31'45"35 | 12    |
| 3   | Derek Jones      | Brian Ayres        | LCR-Yamaha    | 31'50"09 | 10    |
| 4   | Rolf Biland      | Kurt Waltisperg    | LCR-Yamaha    | 32'15"02 | 8     |
| 5   | Steve Webster    | Tony Hewitt        | ?-Yamaha      | 32'15"13 | 6     |
| 6   | Werner Schwärzel | Andreas Huber      | Seymaz-Yamaha | 32'25"78 | 5     |
| 7   | Masato Kumano    | Kunio Takeshima    | LCR-Yamaha    |          | 4     |
| 8   | Wolfgang Stropek | Hans-Peter Demling | LCR-Yamaha    |          | 3     |
| 9   | Keith Cousins    | Phil Hookham       | ?-Yamaha      |          | 2     |
| 10  | Hans Hügli       | Karl Paul          | Seymaz-Yamaha |          | 1     |